# Mayacaceae
Mayacaceae é uma família monogenética de monocotiledôneas, Neotropical (com exceção de uma espécie encontrada na África), atualmente incluída na ordem Poales. É composta por ervas perenes ou anuais, anfíbias ou aquáticas, que ocorrem, geralmente, em ambientes lacustres ou em formações brejosas. 

## Classificação
Família atualmente incluída na Ordem Poales, juntamente com familias como Bromeliaceae, Cyperaceae, Eriocaulaceae, Juncaceae, Rapateaceae, Thurniaceae e Xyridaceae, porém seu posicionamento dentro desta ordem ainda é bastante controverso dependendo da análise molecular utilizada. Mayacaceae pode aparecer dentro do clado Xyridoide, sendo então grupo irmão do clado Cyperídeos, ou também pode pertencer aos Xyrídeas, e ter parentesco com Xyridaceae, Eriocaulaceae e, talvez, Rapateaceae.  A hipótese de pertencer aos Xyrídeas e ter parentesco com Xyridaceae é sustentada pelo fato de que apenas Xyridaceae e Mayacaceae apresentam exotécio, tapete secretor, placentação parietal e revestimento de semente e opérculo formado principalmente por tegumento interno. 
Xyridaceae, Eriocaulaceae e Mayacaceae formam o clado Xirídeas, que tem suporte fraco em Poales. Tanto a Eriocaulaceae quanto a Xyridaceae possuem pétalas com células epidérmicas alongadas com paredes retas, estames epípetos, estaminódios, anteras com deiscência longitudinal, endotécio com espessamentos em forma de faixa e um estilete vascularizado pelos feixes carpelares dorsais. Essas características corroboram, portanto, a estreita relação desses grupos indicada por análises filogenéticas. Mayacaceae se distingue pela presença de células epidérmicas papilosas nas pétalas, um verticilo interno reduzido de estames, anteras poricidas, um endotécio sem espessamentos, um estilete e estigma vascularizado pelos feixes carpelares dorsal e ventral e a presença de um obturador na parede do ovário. Uma redução no verticilo interno dos estames férteis também ocorre em Juncaceae e Cyperaceae, ligando Mayacaceae aos ciperídeos. Os apêndices estilísticos também ocorrem em Eriocaulaceae, com a mesma função, posição e vascularização, sendo, portanto, estruturas homólogas, reforçando a proximidade filogenética entre Eriocaulaceae e Xyridaceae. 

## Distribuição
A família Mayacaceae é composta por apenas um gênero, Mayaca Aub, com número de espécies ainda bem controverso. Sua distribuição é predominantemente Neotropical, com apenas uma espécie encontrada na África. 

### Distribuição no Brasil
Acredita-se que o centro de diversidade genética desta família seja a Amazônia brasileira, pois no Brasil são encontradas todas as espécies Neotropicais. Mayaca fluviatilis, no Brasil, encontra-se amplamente distribuída, ocorrendo nos estados do Acre, Amazonas, Amapá, Pará, Rondônia, Roraima, Tocantins, Alagoas, Bahia, Ceará, Maranhão, Paraíba, Pernambuco, Piauí, Rio Grande do Norte, Sergipe, Distrito Federal, Goiás, Mato Grosso do Sul, Mato Grosso, Espírito Santo, Minas Gerais, Rio de Janeiro, São Paulo, Paraná, Rio Grande do Sul e Santa Catarina. Mayaca kunthii,  no Brasil, ocorre nos estados do Amazonas, Pará, Bahia, Pernambuco, Rio Grande do Norte, Distrito Federal, Goiás, Mato Grosso do Sul, Mato Grosso, Espírito Santo, Minas Gerais, Rio de Janeiro, São Paulo, Paraná, Rio Grande do Sul, Santa Catarina. Mayaca longipes, no Brasil, ocorre nos estados do Acre, Amazonas, Amapá, Pará, Roraima, Tocantins, Alagoas, Bahia, Rio Grande do Norte, Distrito Federal, Goiás, Mato Grosso, Minas Gerais e São Paulo. 

## Gênero
- Mayaca Aub

## Espécies

### Espécies no Brasil
- Mayaca fluviatilis
- Mayaca kunthii
- Mayaca longipes
- Mayaca sellowiana

### Espécie na África
- Mayaca baumii Gürke

## Morfologia
As espécies de Mayacaceae são reconhecidas observando as características florais, como disposição das flores, forma dos estames, tamanho dos poros das anteras, disposição dos microsporângios, número de óvulos por placenta e formato do canal estilar. Possuem caule fino, alongado e com raízes adventícias. Folhas espiraladas, simples, uninervadas e sésseis. As inflorescências podem ser axilares ou terminais, unifloras ou em umbelas.

### Morfologia Floral
As flores podem ser bissexuadas, longopedunculadas, bracteoladas, actinomorfas, monoclinas, diclamídeas, heteroclamídeas e trímeras. Cada flor é sustentada por um pedúnculo, cuja base é envolta por uma bráctea oval hialina. As sépalas são valvares, com ápice agudo e base variável, e quase sempre persistem no fruto. As pétalas são imbricadas, de ovais a orbiculares (com lobos expandidos), arroxeadas distalmente e brancas na região proximal. 
Todas as espécies possuem três estames que são alternos às pétalas e possuem filetes livres e anteras fixas em sua base. As anteras são amarelas, com deiscência poricida (abertura em forma de poro na antera para liberação dos grãos de pólen após maduros) e possuem 4 microsporângios. 
O ovário é súpero e unilocular, possuindo inúmeros óvulos. O estilete é terminal e alongado e o estigma pode não apresentar divisões, ser levemente 3-lobado ou trífido. O pedúnculo apresenta epiderme unisseriada, de paredes retas e alongadas. O córtex é dividido em duas regiões, o parênquima clorofiliano e na parte mais interna aparece o parênquima clorofiliano aerífero, onde estão seis feixes vasculares. A medula parenquimática é delimitada pelo sistema vascular que forma um anel quase contínuo de feixes colaterais fechados. O receptáculo apresenta a mesma estrutura básica e difere apenas no sistema vascular, que emite traços que vascularizarão os verticilos estéreis e férteis. 
Logo acima do receptáculo estão as peças florais. O cálice apresenta três sépalas hipoestomáticas (com estômatos elevados em relação às demais células epidérmicas). O mesofilo é formado por parênquima clorofiliano e feixes colaterais. A corola é composta por três pétalas, com epiderme papilosa, mesofilo formado por parênquima lacunoso e feixes colaterais envoltos por bainha parenquimática cujas células apresentam conteúdo fenólico. 
O androceu é formado por três estames antissépalos, com o filete unido à sépala. A antera é basifixa, apresenta duas tecas e é tetrasporangiada. Na espécie M. fluviatilis os quatro esporângios encontram-se dispostos verticalmente, dando a falsa impressão, em secção transversal, de que a antera é bisporangiada. As anteras são poricidas e o poro varia em tamanho, sendo bem evidente em M. longipes e menos pronunciado em M. fluviatilis. 
Os grãos de pólen são esféricos, apresentam abertura em sulco e são dispersos no estágio bicelular. É comum a presença de grãos de pólen com tubo polínico desenvolvido ainda no interior das anteras. O gineceu é unilocular e aparentemente resulta da fusão parietal de três carpelos. Na região da fusão, ocorre uma invaginação das paredes ovarianas que, em M. fluviatilis, é mais evidente mostrando três sulcos bem pronunciados. O mesofilo é composto de parênquima fundamental e sistema vascular formado por seis feixes, sendo três dorsais de carpelo e três ventrais de carpelo, fundidos dois a dois. 
Na espécie M. fluviatilis observa-se que poucos óvulos são formados, até 6, enquanto que nas demais espécies são observados de 6 a 18 óvulos. O estilete é circular em secção transversal e apresenta epiderme externa cubóide, interna papilosa e mesofilo parenquimático com três feixes dorsais. O estigma tem as mesmas características anatômicas do estilete, podendo apresentar a forma de um anel triangular (M. sellowiana) ou ser tripartido (M. fluviatilis). O óvulo é ortótropo, tenuinucelado, bitegumentado, sendo a micrópila formada pelos dois tegumentos. Na parte calazal do saco embrionário, as células nucelares apresentam espessamento e acúmulo de substâncias fenólicas na parede, caracterizando uma hipóstase. A família Mayacaceae possui fruto cápsula membranácea. 

## Importância
As espécies de Mayacaceae são muito utilizadas na composição de aquários, possuindo grande potencial ornamental. Além disso, trabalhos florísticos e taxonômicos, trabalhos morfoanatomia, embriologia, fisiologia e ecologia, vêm fornecendo importantes subsídios para o entendimento da família. 